# Пострехин, Сергей Альбертович
Сергей Альбертович Пострехин (1 ноября 1957, Херсон, Украинская ССР, СССР) — советский гребец на каноэ, олимпийский чемпион 1980 года, чемпион мира 1979 года, заслуженный мастер спорта СССР (1979).
Окончил Херсонский технологический институт (1978)

## Биография
- Олимпийский чемпион 1980 в гребле на каноэ-одиночке на дистанции 500 м
- Серебряный призёр олимпийских игр 1980 в гребле на каноэ-одиночке на дистанции 1000 м
- Чемпион мира 1979 (каноэ-одиночка, 500 м)
- Бронзовый призёр чемпионатов мира: 1978 (каноэ-двойка, 1000 м), 1978 (каноэ-одиночка, 500 м)
- Неоднократный чемпион СССР 1976 — 1984 годов на каноэ-одиночке и каноэ-двойке
- Старший тренер по каноэ Объединённой команды на олимпийских играх 1992. Подготовил чемпионов Олимпийских игр Масейкова Александра Анатольевича, Довгаленка Дмитрия Александровича.
- тренер сборной команды России. Подготовил чемпиона мира Мелантьева Виктора Сергеевича (2011, 2013).

Награждён орденами Дружбы народов (1980), За заслуги III степени (2002).